# Камышев, Сергей Борисович
Сергей Борисович Камышев (род. 19 октября 1961, Рыбинск, Ярославская область) — советский и российский самбист, бронзовый призёр розыгрыша Кубка СССР 1988 года, бронзовый призёр чемпионатов СССР 1988 и 1989 годов, чемпион (1996) и бронзовый призёр (1997) чемпионатов России, бронзовый призёр чемпионата мира 1996 года в Токио, мастер спорта России международного класса. Выступал во второй средней весовой категории (до 90 кг). Является тренером детско-юношеской спортивной школы Рыбинска. Неоднократно становился депутатом муниципального совета городского округа города Рыбинска и Ярославской областной думы.

## Спортивные результаты
- Кубок СССР по самбо 1988 года — ;
- Чемпионат СССР по самбо 1988 года — ;
- Чемпионат СССР по самбо 1989 года — ;
- Чемпионат России по самбо 1996 года — ;
- Чемпионат России по самбо 1997 года — ;